# 福井茂
福井 茂（ふくい しげる、1958年8月9日 - ）は、NHKの元シニアアナウンサー。

## 人物
私立開成高等学校を経て早稲田大学商学部卒業後、1982年入局。

## 嗜好・挿話
- 趣味は演劇。
- 松江放送局時代には地元の劇団に入り主演を務めた。

## 過去の担当番組
- 地方局
  - 島根県のニュース
  - FMリクエストアワー 松江放送局（1986年頃）
  - 北海道中ひざくりげ（十勝エリアリポーター）
  - イブニングネットワーク北海道 帯広
  - FM帯広リクエストアワー （不定期）
  - イブニングネットワークいわて（キャスター）（1991年～1994年、月～金18:10～18:57）
  - 1995年1月の阪神淡路大震災では、淡路島に派遣され、災害情報を現地からリポート
  - えひめイブニングニュース (キャスター) (1996年、月～金18:30～18:57)
  - えひめイブニングワイド（キャスター）（1997年～1998年、月～金18:10～18:57）
  - 四国羅針盤　キャスター　1997年
  - 2000年3月の北海道有珠山噴火では、災害情報、避難情報を現地からリポート
  - 情報プリズム釧路
  - 情報くしろねむろ
  - ほくほくテレビニュースあさひかわ
  - まるごとニュース北海道あさひかわ
  - 秋田県のニュース
  - ニュースこまち
  - 10min.ボックス（ナレーション）
- 東京アナウンス室
  - 首都圏ネットワーク（文化流行最前線2001年～2003年）
  - 体感世界の祭り！（語りBSｈ2002年9月14日）
  - ウィークエンドスペシャル　アグネスのカンボジア報告（2002年10月19日語り）　
  - 新宿歌舞伎町ビル火災特設[1]（2001年9月1日）
  - 歌会始（2003年1月15日）
  - 地球に好奇心・アボガード走る（BS　ナレーション2003年1月11日）
  - アナウンサーにQ（2003年11月28日）
  - 消防出初め式（キャスター2004年1月6日）
- 東京（2回目）
  - 2011年3月の東北地方太平洋沖地震では、福島放送局に応援で派遣され、災害情報を中心にローカルニュースを担当した。
  - 極める!「田中卓志の紅茶学」（2011年6月、Eテレ）語り
  - ETV特集（2012年9月、Eテレ語り
  - 首都圏ネットワーク（リポーター）
  - NHKきょうのニュース  キャスター（ラジオ第1：FM）（土曜・日曜・祝日、2012年4月～2014年6月7日）
  - NHKニュース  （正午）（ラジオ第1：FM）　キャスター（同上）  ※関東地方ローカル枠（12:10〜12:15）も担当。
  - NHK BSニュース（不定期）